# Bryaninops amplus
Bryaninops amplus е вид бодлоперка от семейство Попчеви (Gobiidae). Видът не е застрашен от изчезване.

## Разпространение и местообитание
Разпространен е в Австралия (Западна Австралия, Куинсланд и Северна територия), Гуам, Индонезия, Мадагаскар, Малдиви, Палау, Папуа Нова Гвинея, Саудитска Арабия, САЩ (Хавайски острови), Сейшели, Сингапур, Филипини, Южна Африка и Япония.
Среща се на дълбочина от 1 до 30 m, при температура на водата от 23,3 до 29 °C и соленост 34,1 – 35,5 ‰.

## Описание
На дължина достигат до 4,6 cm.